# Il prigioniero del re (film 1935)
Il prigioniero del re (Der Gefangene des Königs ) è un film del 1935, diretto da Carl Boese.

## Produzione
Il film fu prodotto dalla Bavaria Film.

## Distribuzione
Il film venne distribuito in Germania dalla Bayerische Film, in Austria dalla Tassul Film. In Italia, con il visto di censura 29376 del 19 ottobre 1936, fu distribuito dalla Manenti Filmin una versione di 2517 metri.